# Christuskirche (Bad Vöslau)

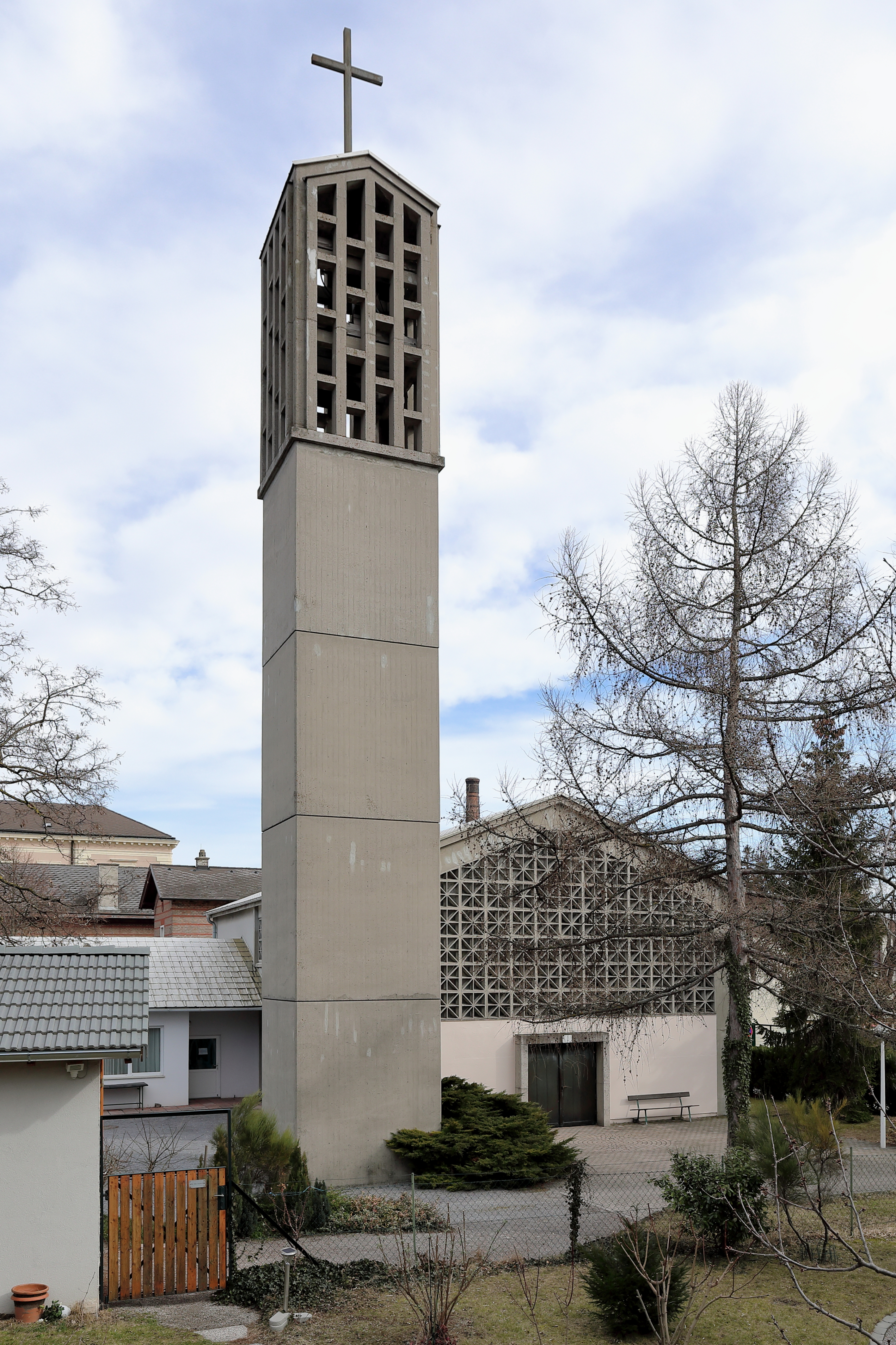
Christuskirche Bad Vöslau

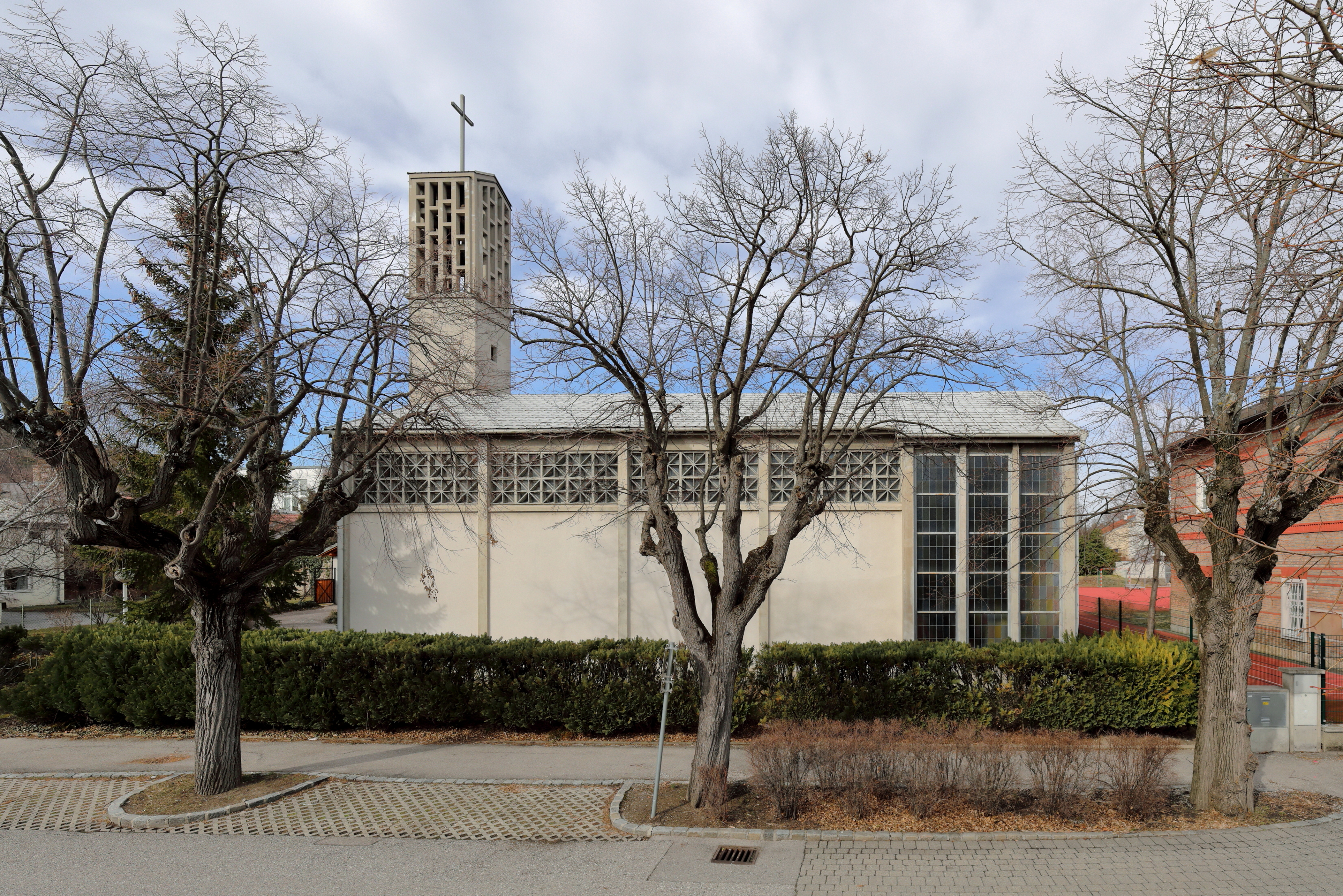
Südostansicht der Christuskirche

Die Evangelische Pfarrkirche Bad Vöslau A. B. und H. B. mit einem Gemeindezentrum steht in der Stadt Bad Vöslau in Niederösterreich. Die Christuskirche steht unter Denkmalschutz.

## Geschichte
In der Zeit der Reformation bestand in Vöslau eine protestantische Pfarre, die, von den Besitzern der Burg Vöslau, den Sinzendorfern, gefördert, im Zuge der Gegenreformation aufgelöst wurde. Erst mit dem Aufstieg Vöslaus zum Kurort und der Blütezeit der Textilindustrie entstand 1871 in Vöslau wieder eine evangelische Gemeinde, zunächst als Predigtstation der Kirchengemeinde Wiener Neustadt, für die 1876 ein Bethaus errichtet wurde. Seit 1895 Filialgemeinde, wurde sie 1902 nach Baden umgepfarrt und 1943 zur selbständigen Pfarre erhoben. Aus dem 1965 abgetragenen Bau wurden zwei Fenster in die Sakristei der 1966 nach den Plänen des Architekten Herbert Fritscher-Notthaft erbauten neuen Pfarrkirche übertragen.
Unter dem an der Christuskirche amtierenden Superintendenten Hellmut Santer wurde 1988 der Sitz der Superintendentur von Bad Vöslau nach St. Pölten verlegt.

## Architektur
Die Bad Vöslauer Christuskirche ist eine als Stahlbetonskelettbau errichtet Saalkirche mit flach geneigtem Satteldach und seitlich angefügtem Turmbau. Der Altarraum ist einseitig durch eine Glaswand erleuchtet, der Kirchenraum ein Fensterband mit Betonmaßwerkelementen, desgleichen im Giebelfeld der Eingangsfassade.

## Ausstattung
Der Kirchenraum zeigt an seiner Altarwand die Skulptur des Segnenden Christus des Bildhauers Mathias Hietz. 1972 erhielt die Kirche eine Schleifladen-Orgel der Firma Orgelbau M. Walcker-Mayer mit folgender Disposition:
| I. Manual C–g3 |       |
| Rohrflöte      | 8'    |
| Prinzipal      | 4'    |
| Feldflöte      | 2'    |
| Mixtur IV      | 1 ⁄3' |

| II. Manual C–g3 |       |
| Holzgedeckt     | 8'    |
| Nachthorn       | 4'    |
| Prinzipal       | 2'    |
| Quinte          | 1 ⁄3' |

| Pedal C–f1 |     |
| Subbass    | 16' |
| Choralbass | 04' |
| Trompete   | 08' |

- Koppeln: II/I, I/P, II/P.